# Avenida Eisenhower (Metro de Washington)
Avenida Eisenhower es una estación elevada en la línea Amarilla del Metro de Washington, administrada por la Autoridad de Tránsito del Área Metropolitana de Washington. La estación se encuentra localizada la Avenida Eisenhower en Alexandría en Virginia.

## Lugares de interés
- Albert V. Bryan US Courthouse
- American Trucking Association
- Capital Beltway
- Universidad Strayer (campus Alexandría)
- United States Patent and Trademark Office